# Крибье, Ален
Ален Жильбер Крибье, FACC, FESC (фр. Alain Gilbert Cribier; 25 января 1945[…], XIV округ Парижа или Париж — 16 февраля 2024[…], Павийи, Приморская Сена или Руан) — французский   кардиолог, профессор медицины и директор кардиологии больницы Шарля Николя при 
Руанском университете.  Наиболее известен выполнением первой в мире
транскатетерной имплантации аортального клапана в 2002 году, первой митральной комиссуротомии в 1995 году и первой баллонной вальвулопластики аорты (TAVI или TAVR) в 1986 году.

## Образование
Получил степень доктора медицины в Парижском университете и там же закончил резидентуру.  В 1972 году прошел ординатуру по кардиологии в Университете Руана, а в 1976 году  провел год в стажировке по интервенционной кардиологии в больнице Cedars-Sinai в Лос-Анджелесе, Калифорния.

## Карьера
В 1983 году Крибье был назначен профессором медицины и директором лаборатории катетеризации в Руанском университете. В 1986 году разработал и выполнил первую в мире баллонную вальвулопластику аорты. В 1995 году выполнил первую в мире митральную комиссуротомию. После признания того, что баллонная вальвулопластика аорты при тяжёлом стенозе аорты оказалась неэффективной у 80% пациентов, уже через год, в 2002 году, выполнил первую в истории операцию TAVI.В последующие 10 лет это изобретение очень быстро распространилось по миру. Искусственный клапан состоит из перикарда крупного рогатого скота, вставленного внутрь расширяемого стального стента с помощью надувного баллона. Для развития своего изобретения создал стартап в США (Percutaneous Valve Technologies, PVT); первые прототипы клапана были доступны в 2000 году. По оценкам, на 2012 год количество операций достигло 50 000. Вмешательство проводится с использованием катетера (зонда), без вскрытия грудной клетки и длится не более часа.
В 1996 году основал Индо-французский фонд интервенционной кардиологии
В 2011 году Крибье был удостоен звания почетного профессора отделения кардиологии университетской клиники Шарля Николя в Руане ( Франция ).
С 2013 года возглавлял Медицинский учебный центр в Руане, посвященный изучению медицины и обучению хирургов.

## Награды
- Премия Рэя К. Фиша [9].
- 2017 —  Гран-при в области науки Фонда Лефулона-Делаланда.
- 2016 — премия Legend of Medicine и Золотую медаль Европейского общества кардиологов[18].

### Комментарии
1. ↑  FACC — член Американского колледжа кардиологии; FESC — член Европейского общества кардиологов